# Harald Irmscher
Harald Irmscher (Oelsnitz, 12 de Fevereiro de 1946) é um ex-futebolista profissional alemão que atuava como defensor, medalhista olímpico.

## Títulos
Alemanha Oriental
- Jogos Olímpicos Bronze em: 1976

## Ligações Externas
- Perfil na Sports Reference